# Viktoria Mullova
Viktoria Mullova (Moscovo/Moscou, 27 de Novembro de 1959 - ) é uma violinista russa.
É conhecida por suas performances e gravações de concertos para violino, composições de J.S. Bach, e suas interpretações inovadoras de composições de jazz de Miles Davis, Duke Ellington, The Beatles, entre outros.
Mullova nasceu em Zhukovsky, perto de Moscovo/Moscou, na Rússia.
Depois de estudar na Escola Central de Música de Moscovo/Moscou e no Conservatório de Moscovo/Moscou sob Leonid Kogan, ganhou o primeiro prêmio no Concurso International Jean Sibelius 1980 de Violino em Helsínquia e a Medalha de Ouro no Concurso Internacional Tchaikovsky em 1982.
Em 1983 fugiu da Rússia, através da Suécia, e obteve cidadania americana.

Mullova fez várias gravações, incluindo seu primeiro lançamento do Tchaikovsky e Jean Sibelius concertos para violino, que foi premiado com o Grand Prix du Disque da Academia Charles Cros.
Ela formou o Mullova Chamber Ensemble em meados da década de 1990. O conjunto fêz atuações em Itália, Alemanha e Holanda e gravou os concertos para violino de Bach para a editora Philips Classics.
Foi nomeada para um Grammy Award em 1995 por sua gravação de Partitas de Bach, e ganhou um prêmio Echo Klassik 1995.
A sua carreira internacional como solista incluiu performances com a Royal Concertgebouw Orchestra, a Philharmonia, a Vienna Symphony, a Montreal Symphony Orchestra, a San Francisco Symphony e a Bavarian Radio Symphony Orchestra.
Mullova toca com o 'Jules Falk Stradivarius de 1723 um violino feito por Giovanni Battista Guadagnini.
Mullova atualmente mora em Holland Park, Londres, Inglaterra com o marido, o violoncelista Matthew Cevada e três filhos: Misha, de seu relacionamento com Claudio Abbado, Katia, de seu relacionamento com Alan Brind, e Nadia, de seu casamento com Cevada.

## Discografia selecionada
- Beethoven Violin Sonatas Nos. 3, 9 (Onyx 4050). With Kristian Bezuidenhou; 2010
- JS Bach Sonatas & Partitas for violin solo (Onyx 4040); 2009
- JS Bach Sonatas for violin and harpsichord (Onyx 4020).  With Ottavio Dantone; 2007
- Vivaldi 5 violin concertos (Onyx 4001). With Il Giardino Armonico; 2005
- Beethoven and Mendelssohn Violin Concertos (Philips, 473 872-2). With Orchestre Révolutionnaire et Romantique/John Eliot Gardiner; 2003
- Mozart: Violin Concertos Nos. 1, 3-4 (Philips, 470 292). With Orchestra of the Age of Enlightenment; 2002
- Through the Looking Glass (Philips, 464 184-2). With Matthew Barley and Between the Notes; 2000
- Bartók and Stravinsky Violin Concertos (Philips, 456 542-2). With Los Angeles Philharmonic Orchestra/Esa-Pekka Salonen; 1997
- Brahms Violin Sonatas (Philips, 446 709-2). With pianist Piotr Anderszewski; 1997